# 박보 (음악가)
박보(朴保, パクポー, pak poe, 1955년 1월 24일~)는 일본에서 활동하는 블루스 록 음악 음악가이다.
야마나시현 출신의 재일 한국인 2세로  그의 음악은 록, 레게, 솔 음악, 한국 민속음악, 일본 민요 등에 걸쳐있으며 평화, 반핵 운동, 탈원전 정책 등을 주제삼아 공연하고 있다.  .
재일 한국인 소설가인 양석일은 그를 "타고난 보컬리스트", "비교 불가능한 반골정신" 등으로 높게 평가한 바 있다.

## 개요
55년 야마나시현에서 한국인 아버지, 일본인 어머니 사이에서 태어났다.
79년 히로세 유고(広瀬友剛)라는 이름으로 워너 뮤직 재팬을 통해 데뷔 80년에 한국을 방문하고 판소리 등을 접한 뒤 이름을 박보로 개명했다. 83년 미국으로 건너가 샌프란시스코 밴드활동. 어기여차(オギィヨッチャ, Ogie Yocha)와 싸이키델릭 사무라이(Psychedelic Samurai)로 활동했다. 네바다 핵 실험장에서 라이브를 한 적도 있다. 92년에 귀국하여 하찌와 함께 도쿄 비빔밥 클럽에 가입했다.
98년 다큐멘터리 영화 「 A 」(모리 타츠야 감독)의 음악을 맡았다. 「Good Night Baby」「Tears of My Love」「峠」 등이 삽입되었다. 99년에는 신주쿠양산박 공연에 참여했다. 2000년에 신촌블루스의 엄인호와 함께 앨범을 내었다.
2001년 축제극 『佐久夜』에 출연(카토 카즈히코 음악). 조선민주주의인민공화국과 대한민국 양쪽에서 라이브. 2002년 영화 『夜を賭けて』(金守珍 감독, 양석일 원작, 야마모토 타로 주연)의 음악 감독 2007년 다큐멘터리 영화 나의 마음은 지지 않았다에 『傷痍軍人の歌』를 주제가로 발표
2008년 다큐멘터리 영화 박보 - 부르고 싶은 노래가있다(『朴保〜歌いたい歌がある』)가 제작되어 영화제에 출품되었고 2009년에는 그의 공연활동을 따라간 다큐멘터리 『Pak–Poe 朴保』가 제작되었다.
대표곡으로는 원폭의 비참함을 다룬 반전곡 「HIROSHIMA」 위안부 문제를 다룬 「傷痍軍人の歌」, 국경을 넘어 함께 살아가는 오늘날을 다룬 「TODAY」 등이 있다.

## 주요 활동
- 朴保＆切狂言[1]
- 도쿄 비빔밥 클럽 東京ビビンパ・クラブ[1]
- 어기어차 オギィヨッチャ (Ogie Yocha, 샌프란시스코에서 결성)[1][2]
- 사이키델릭 사무라이 サイケデリックサムライ (Psychedelic Samurai 샌프란시스코에서 결성)[1][2]
- 朴保 ＆ His Band (1992 -)[1]
- 파인 波人 (1999 -)[1]
- PAK POE Band (1997 -)[1]

## 참고 문헌
- 森達也・安岡卓治 (2002년 4월 10일). 《A2》. 現代書館. ISBN 978-4768476826. 다음 글자 무시됨: ‘和書’ (도움말)